# محمد میتریشف
محمد میتریشف (روسی: Магомед Абуязидович Митришев؛ زادهٔ ۱۰ سپتامبر ۱۹۹۲) یک بازیکن فوتبال اهل روسیه است.
از باشگاه‌هایی که در آن بازی کرده‌است می‌توان به باشگاه فوتبال اسپارتاک نالچیک، باشگاه فوتبال احمد گروزنی و باشگاه فوتبال آنژی مخاچ‌قلعه اشاره کرد.
وی همچنین در تیم‌های ملی فوتبال زیر ۱۹ سال روسیه و زیر ۲۱ سال روسیه بازی کرده‌است.